# أفاج زاكاريان
أفاج زاكاريان (بالجورجية: ავაგ მხარგრძელი)، الأرمنية: Ավագ Զաքարյան ) (تُوفي عام 1250 م) كان نبيلًا أرمنيًا من السلالة الزكردية [الإنجليزية]، ومسؤولًا في بلاط مملكة جورجيا [الإنجليزية]، بصفته أتابكًا وأميرًا باسالار [الإنجليزية] لجورجيا من عام 1227 إلى عام 1250.
المناطق الشرقية بجني [الإنجليزية]، غيغاركونيك، فايوتس دزور، آرتساخ، سيونيك، ناخيتشيفان، دفين ويريفان كانت تحت سلطة الأتابك إيفان مكارغردزيلي [الإنجليزية] وابنه أفاج. كانت مدينة دفين أولًا ثم مدينة بجني لاحقًا مركزًا لهذا التقسيم. كان رعايا عائلة إيفان هم الأوربيليون [الإنجليزية]، والخاغباكيون [الإنجليزية]، والدوبيانيون، وحسن جلاليان [الإنجليزية]، وغيرهم.
كانت أخته، تَامتا [الإنجليزية]، من خلال الزواج القسري من أفراد من سلالتي صلاح الدينوالخوارزميين، وأسرها من إمبراطورية المغول، بمثابة حاكمة أو وصية أو حاكمة لأخلاط في نقاط طوال أوائل القرن الثالث عشر.

## السيرة
أثناء الغزو المغولي لجورجيا في 1238-1239، اضطرت الملكة روسودان إلى إخلاء تبليسي إلى كوتايسي، تاركة شرق جورجيا في أيدي أتابك أفاج مكارغردزيلي واللورد الكاخيتي إيغارسلان باكورتسيخيلي. أرسل جغتاي خان القائد المغولي طغتا لمهاجمة قوات أفاج في قلعة كايان [الإنجليزية]. بعد بعض المقاومة، استسلم أفاج، واضطر إلى الموافقة على دفع الجزية للمغول، والسماح لقواته بالانضمام إلى الجيش المغولي. كان أفاج أول أمراء القوقاز الذين استسلموا للمغول، وعومل بتكريم عظيم لاستسلامه، مما أدى إلى استسلام العديد من النبلاء الآخرين في بقية الحملة. توجهت القوات المشتركة إلى آني، العاصمة الأرمنية التي دافع عنها شاهنشاه زاكاريان [الإنجليزية]، ولكن اُستوليَ على المدينة ودُمرَت في النهاية.
في أعقاب هذه الحملة في عامي 1238 و1239، عقد الأرمن والجورجيون السلام والصلح مع المغول بشرط دفع الجزية لهم وتزويد قواتهم بالإمدادات لقتال المسلمين (معاهدة جورجية مغولية عام 1239 [الإنجليزية]).

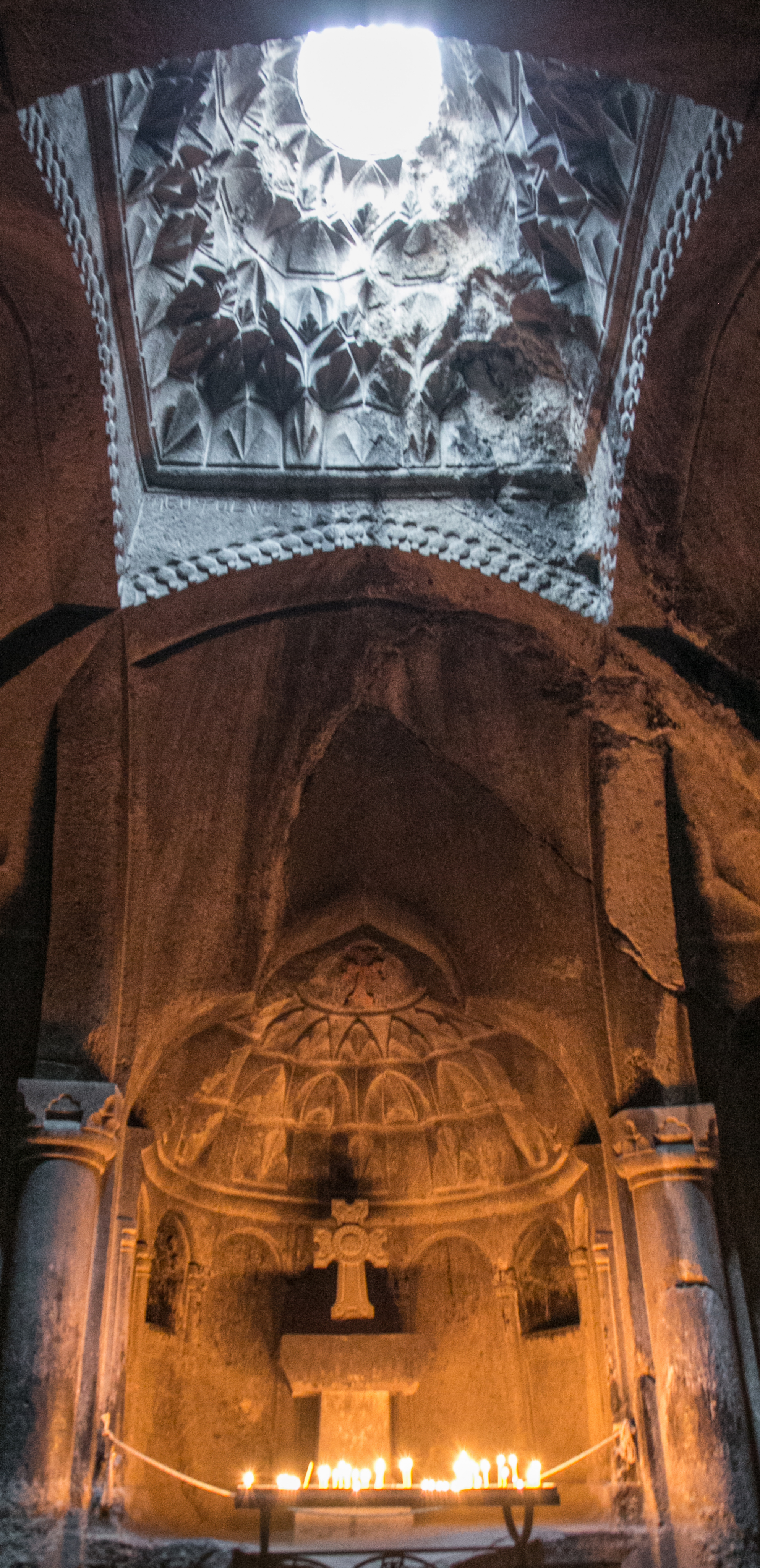
أول كنيسة منحوتة في الصخر في جيغارد، بنيت في عهد أفاج خلال فترة الزكرية، حوالي عام 1240.

قام آفاج مخارجردزلي، الذي رفعته الملكة روسودان من رتبة سباسالار إلى أميرباسالار [الإنجليزية] (قائد الشرطة العليا)، ثم إلى رتبة أتابك (المعلم)، بترتيب خضوع الملكة روسودان للمغول في عام 1243، واعترفت جورجيا رسميًا بالخان الأعظم باعتباره سيدها. خلال هذه الفترة من فترة الفراغ الملكي [الإنجليزية] (1245-1250)، مع غياب داودين عن بلاط الخان الأعظم في قراقورم، قام المغول بتقسيم مملكة جورجيا إلى ثمانية مقاطعات (تومين)، واحدة منها كانت بقيادة أفاج مخارجردزلي. استغل المغول قضية الخلافة المعقدة على العرش الجورجي، وقسموا النبلاء الجورجيين إلى حزبين متنافسين، كل منهما يؤيد مرشحه للتاج، حيث كان أفاج يدعم ترشيح ديفيد نارين [الإنجليزية].
قام ديفيد السابع ملك جورجيا [الإنجليزية] بزيارة ممتلكات أتاباغ أفاج عندما توفي، ولم يترك خلفه أي ابن، بل ترك ابنة فقط تدعى خوشاك [الإنجليزية]. جاء الملك إلى الجنازة في بجني ولاحظ أرملة أفاج الجميلة، جفانتسا. لقد وقع في حبها وبعد فترة قصيرة اتخذها زوجة له وملكة، وأحضرها إلى مملكته. وترك ابنة أفاج لإدارة ممتلكاتها، وأوكلها إلى إشراف سادون من مانكابردي [الإنجليزية]. وفي النهاية تزوج خوشكا من شمس الدين الجويني، الذي كان وزيرًا في خدمة المغول.
بُني دير ماتوسافانك [الإنجليزية] تحت إشراف أفاج. كما قام ببناء "الكنيسة المنحوتة في الصخر ذات النبع" حوالي عام 1240 في دير جيجارد. من المحتمل أيضًا أن يكون دير كيرانتس [الإنجليزية] قد تأسس على يد أفاج، الذي كان من أتباع الإيمان الخلقيدونية مثل والده. يمكن إرجاع تاريخ اللوحات الجدارية للدير إلى ثلاثينيات وأربعينيات القرن الثاني عشر.

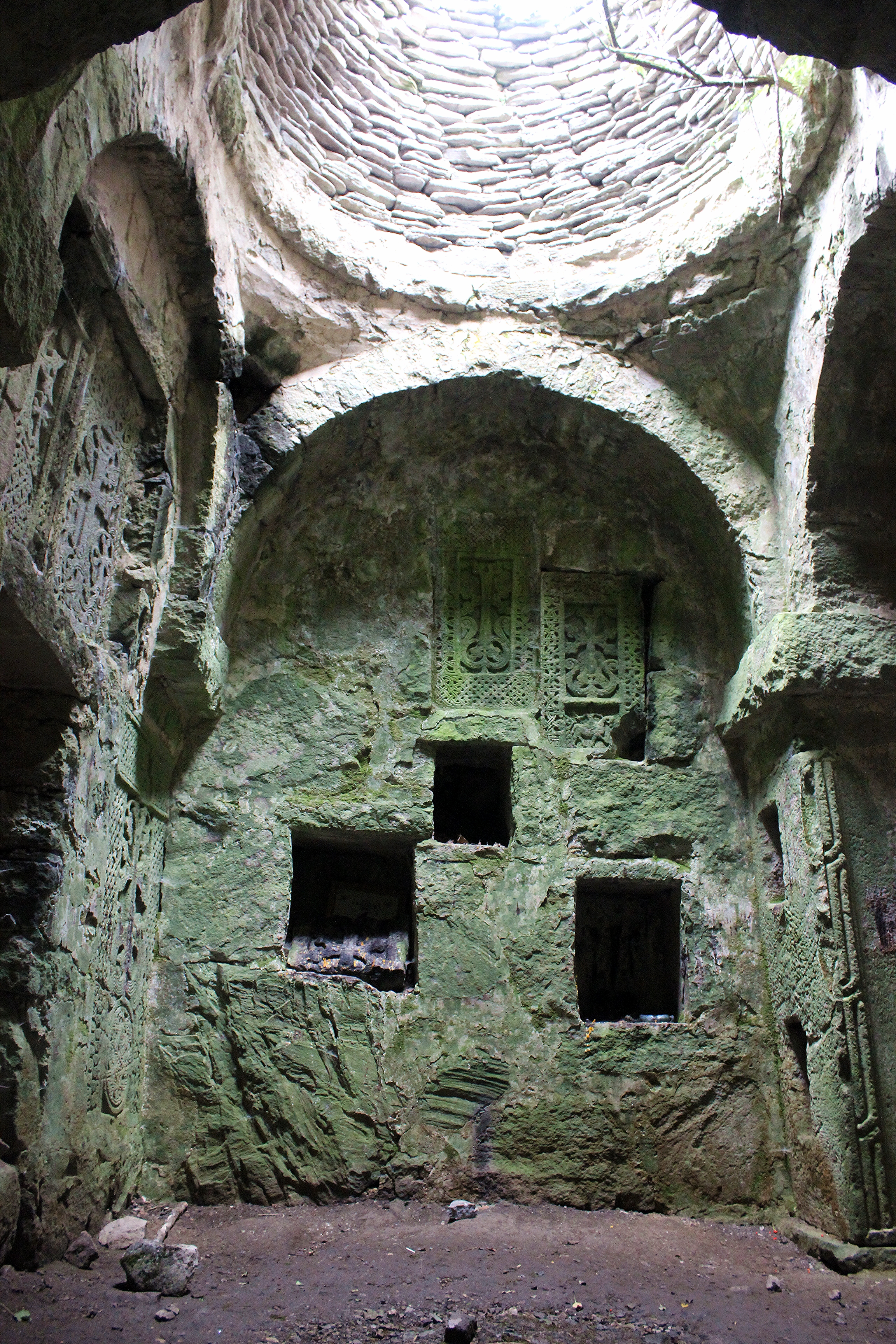
دير ماتوسافانك.